# تكبلاغ أنغوت
تكبلاغ أنغوت (بالإنجليزية: Tak Bolagh Angut)‏ هي قرية تقع في أردبيل في إيران. يقدر عدد سكانها بـ 132 نسمة بحسب إحصاء 2016.